# Sebastián Granado
Sebastián Granado (Santa Fe, Granada, 1505-Nueva Galicia, ?) participó en las conquistas de Motines y de Colima. Era hijo legítimo de Antón de Cetina y de Olalla Hernández del Castillo, y tío de Gutierre y de Gregorio de Cetina.
Su padre, según él propio Granado "... fue de los primeros pobladores que allí poblaron cuando las guerras de Granada." por lo que es posible que participase en la conquista de dicha ciudad en 1491. 
En 1526 Granado pasa a México, fecha que coincide con la llegada del nuevo gobernador Luis Ponce de León. Participó en la conquista de Motines y la pacificación de Colima y Yopelcingos, la cual se completó en los años treinta del siglo. Después se hizo minero en la costa de la Mar del Sur, entre Motines y Colima.